# As Is
As Is è un'opera teatrale del drammaturgo statunitense William M. Hoffman, andata in scena in prima assoluta a New York nel 1985. Debuttata un mese prima di The Normal Hart di Larry Kramer, la pièce è la prima opera teatrale a trattare il tema dell'HIV/AIDS.

## Trama
Saul e Rich sono stati insieme per alcuni anni ma hanno deciso di separarsi o meglio, Rich ha deciso di lasciare Saul perché innamorato di un altro uomo. Ma Rich contrae l'HIV dal suo nuovo amante e quando scopre di avere l'AIDS torna da Saul in cerca di conforto. La pièce esplora il modo in cui Rich, ora malato, viene trattato dagli altri membri della comunità e gay e dal resto dei cittadini di New York, indifferenti e a tratti ostili verso le persone - sempre più numerose - che contraggono il virus.

## Produzioni
Marshall W. Mason diresse la prima del dramma, che debuttò al Circle Repertory Theatre dell'Off Broadway il 10 marzo 1985. As Is rimase in cartellone per 49 repliche ed ottenne un grande successo di critica e pubblico, tanto da essere trasferito immediatamente al Lyceum Theatre di Broadway. Prodotta dalla Shubert Organization, John Glines, Lawrence Lane e Lucille Lortel la produzione di Broadway rimase in scena per 285 repliche, vinse il Drama Desk Award e fu candidata al Tony Award alla migliore opera teatrale. Il cast comprendeva: Robert Carradine, Jonathan Hadary, Jonathan Hogan, Lou Liberatore, Ken Kliban e Claris Erickson.
L'Apple Core Theater di New York mise in scena un revival nel 2010, mentre al Finborough Theatre di Londra una produzione fu allestita nel 2013 e poi riproposta nel 2015 ai Trafalgar Studios.